# Karl August zu Hohenlohe-Waldenburg-Bartenstein
Karl August Theodor, Fürst zu Hohenlohe-Waldenburg-Bartenstein (* 9. Juni 1788 in Bartenstein; † 12. August 1844 in Mergentheim) war ein württembergischer Standesherr und Offizier.

## Leben
Karl August war der Sohn des Fürsten Ludwig Aloys zu Hohenlohe-Waldenburg-Bartenstein (* 18. August 1765; † 31. Mai 1829) und der Franziska Wilhelmina Augusta, geborene Gräfin von Manderscheid-Blankenheim (* 13. März 1770; † 26. August 1789). Die Regierung des Fürstentums bestehend aus den Ämtern Bartenstein, Pfedelbach, Mainhardt und Sindringen hatte ihm sein Vater schon im November 1806 abgetreten. Im selben Jahr wurde das Gebiet durch das Königreich Württemberg mediatisiert. Fürst Karl August wurde Offizier in der Württembergischen Armee und hatte den Rang eines Oberstleutnants.
Am 9. September 1811 heiratete er in Wildeck Clotilde Landgräfin von Hessen-Rotenburg (* 12. September 1787 in Rotenburg;  † 6. Januar 1869 in Mannheim), Tochter des Landgrafen Karl Emanuel von Hessen-Rotenburg.
Als Standesherr war Fürst Karl August Virilstimmberechtigter in der 1815 eröffneten Ständeversammlung in Stuttgart. Mit dem Status eines mediatisierten Fürsten war seit 1820 auch ein Mandat in der Ersten Kammer der Württembergischen Landstände verbunden. 1829 starb sein Vater und Fürst Karl August wurde nun ebenfalls Pair von Frankreich. Nach seinem Ableben wurde er in Bartenstein bestattet. Da seine Ehe kinderlos geblieben war, fiel sein Erbe 1844 an seinen Vetter Ludwig zu Hohenlohe-Jagstberg.